# TSG Burg Gretesch
Die TSG Burg Gretesch (offiziell: Turn- und Sportgemeinschaft 07 Burg Gretesch e. V.) gehört mit knapp 3.300 Mitgliedern zu den größten Sportvereinen in Osnabrück und ist im Stadtteil Darum/Gretesch/Lüstringen beheimatet. Im Verein werden verschiedene sportliche Aktivitäten, darunter Gesundheitssport, Fußball, Handball, Tischtennis und Leichtathletik, betrieben.

## Geschichte
Der Verein wurde am 1. Februar 1907 als Arbeiter-Turnverein Gretesch-Lüstringen gegründet und stand lange Jahre in enger Verbindung mit der in der Papierindustrie tätigen Felix Schoeller Gruppe. Mit der Machtübernahme der Nationalsozialisten wurde der Verein als Mitglied des Arbeiter-Turn- und Sportbundes zwangsweise aufgelöst. Die Mitglieder schlossen sich dem TV Schoeller Osnabrück an. Nach dem Ende des Zweiten Weltkrieges wurde auch dieser Verein aufgelöst und am 25. November 1945 als TuRa Lüstringen neu gegründet. Im Jahre 1951 nahm der Verein seinen heutigen Namen an. Am 1. Juli 2005 kam es zur Verschmelzung mit dem SV Schinkel 04, der sich auflöste und die Mitglieder sich der TSG Burg Gretesch anschlossen.

## Frauenfußball

### Liga
Die Fußballabteilung ist einer der größten Abteilungen im Verein, wobei die Frauenmannschaft am erfolgreichsten ist. Die Gründung der Frauenfußballabteilung erfolgte im Jahre 1971 und schon im Folgejahr wurde die Bezirksmeisterschaft errungen. 1979 erfolgte der Aufstieg in die Landesliga, die aber 1984 aus finanziellen Gründen freiwillig wieder verlassen wurde. Doch schon 1989 gelang der erneute Aufstieg in die Landesliga. Der Gewinn der Niedersachsenmeisterschaft nach einem 2:0-Sieg über den Wolfenbütteler SV und der damit verbundene Aufstieg in die seinerzeit zweitklassige Oberliga Nord folgte 1991. In späteren Jahren wurde die Oberliga zur Regionalliga Nord umbenannt und wurde nach der Einführung der 2. Bundesliga im Jahre 2004 zur dritthöchsten Spielklasse. Dieser Liga gehörte der Verein bis 2023, als die Mannschaft in die Oberliga absteigen musste. Dort wurden die Gretescherinnen in der folgenden Saison zwar Meister, verzichteten aber auf den möglichen Wiederaufstieg. Das Endspiel um die Niedersachsenmeisterschaft wurde mit 2:5 nach Verlängerung gegen den SV Halstenbeck verloren. Ein Jahr später stieg die Mannschaft in die Landesliga ab.

### Pokal
Im Niedersachsenpokal erreichte die Mannschaft 1999 erstmals das Endspiel, unterlag aber dem FSV Westerstede mit 0:1. 2009 unterlag die TSG mit dem gleichen Ergebnis der zweiten Mannschaft des VfL Wolfsburg. Zwei Jahre später gewann Gretesch erstmals den Titel nach einem 3:1-Sieg über den TSV Havelse. 2013 erreichte die Mannschaft erneut das Finale, verlor aber gegen den VfL Wolfsburg II mit 0:6. Dreimal nahm der Verein am DFB-Pokal teil. 2009 unterlag die TSG dem Magdeburger FFC, zwei Jahre später verlor man gegen den gleichen Gegner mit 0:1. Der größte Erfolg wurde in der Saison 2013/14 errungen, als die TSG sich zunächst mit 3:0 beim BSC Marzahn durchsetzte und dann in Runde zwei dem Bundesligisten VfL Wolfsburg mit 1:9 unterlag.

### Persönlichkeiten
- Maike Berentzen, wurde Bundesligaspielerin
- Nicole Erhardt, wurde deutsche Nationalspielerin

## Männerfußball

### Geschichte
Die Männermannschaft der TSG Burg Gretesch feierte ihren größten Erfolg im Jahre 1969, als sie den Aufstieg in die Bezirksliga Osnabrück schafften. Dort wurde die Mannschaft in der Aufstiegssaison 1969/70 auf Anhieb Vizemeister mit elf Punkten Rückstand auf den TuS Borgloh. 1976 stieg die Mannschaft wieder ab und spielte fortan nur auf Kreisebene.

### Persönlichkeiten
- Heinz Leistner, zuvor Oberligaspieler (erstklassig) beim VfL Osnabrück
- Tim Möller, wurde Drittligaspieler beim VfL Osnabrück

## Weitere Abteilungen

### Handball
Im Jahre 1959 stieg die Mannschaft in die Oberliga Niedersachsen auf. 1968 stieg die TSG aus dieser Klasse ab und kehrte 1980 in die Oberliga Nordsee zurück, wo der Neuling gleich in seiner ersten Saison den dritten Platz erreichte.  Nach dem Erreichen der Meisterschaft unter der Mannschaftsführung von Klaus Waldhelm in der Spielzeit 1982/83 erfolgte der Aufstieg in die Regionalliga Nord. Zwei Jahre später stieg die TSG ab und es erfolgte der freiwillige Rückzug auf Bezirksebene. Erst in der Saison 2005/06 meldete sich die TSG Burg Gretesch auf Landesebene zurück. Aktuell spielt die erste Mannschaft in der Landesklasse Süd.

### Tischtennis
Ähnlich wie beim Handball, nur noch erfolgreicher, verlief die Entwicklung im Tischtennis. Im Jahre 1984 stieg die Damenmannschaft in die 2. Bundesliga Nord auf. Zwei Jahre später schaffte die Mannschaft den Aufstieg in die Bundesliga. Dort belegte die Mannschaft in den beiden Spielzeiten 1986/87 und 1987/88 jeweils den sechsten Platz. Zu den bekanntesten Spielerinnen gehörten Monika Stork und Ilka Böhning. In der Saison 1986/87 spielte die Herrenmannschaft ebenfalls in der 2. Bundesliga Nord, stieg aber prompt mit 1:43 Punkten wieder ab. Für die Herrenmannschaft der TSG spielten unter anderem Hans Micheiloff, Kay-Andrew Greil und Dieter Lippelt. Doch die finanziellen Belastungen waren für den Verein zu groß, so dass der Spitzensport aufgegeben werden musste. Heute spielen die Damen der TSG in der Bezirksklasse und die Tischtennisherren in der 2. Bezirksklasse.

### Leichtathletik
In der Leichtathletik bildet die TSG Burg Gretesch zusammen mit dem Osnabrücker SC die LG Osnabrück.

## Sportstätten

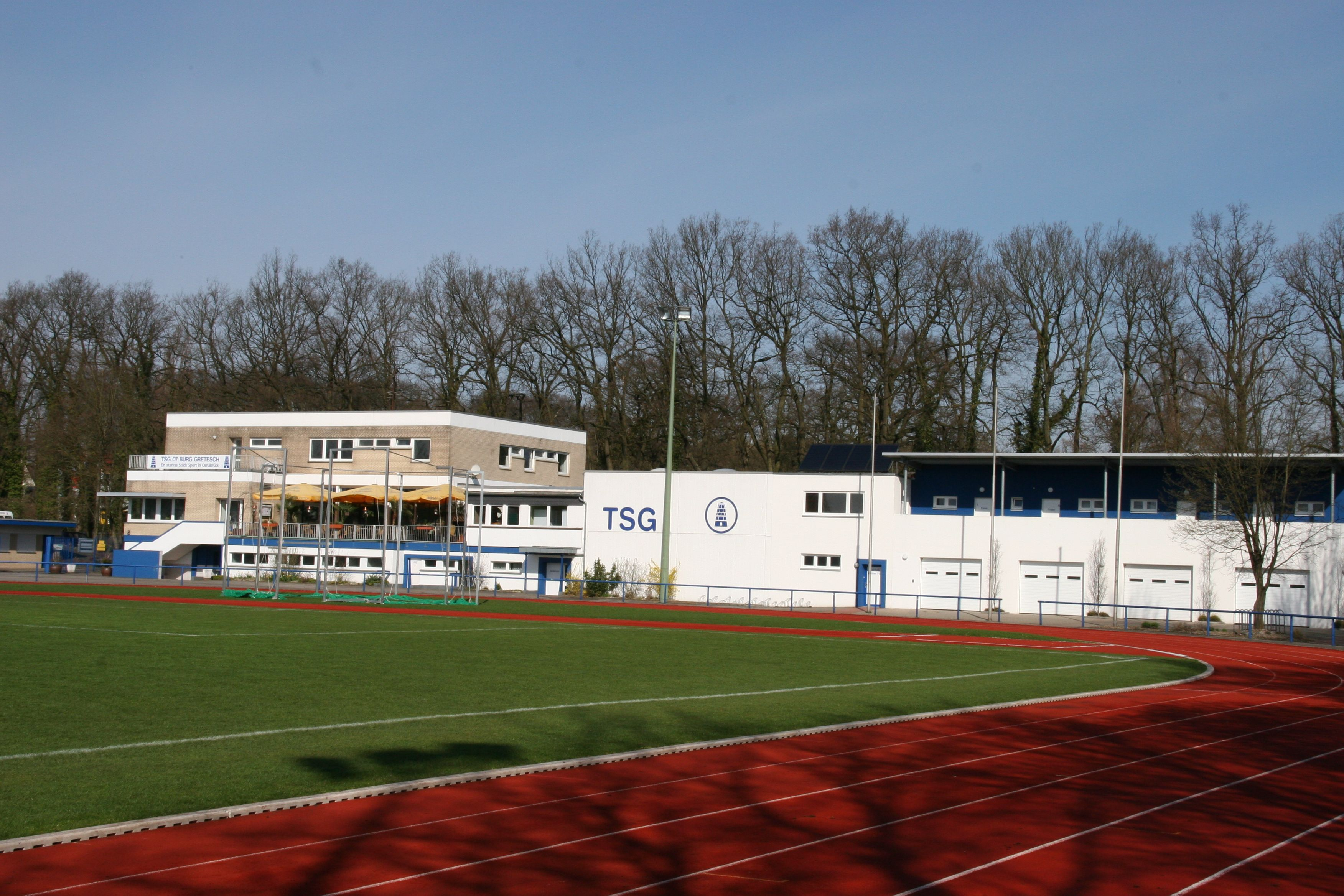
Sportanlage der TSG Burg Gretesch

Die zentrale Sportanlage des Vereins ist der Sportpark Gretesch mit seinen Kunststoffbahnen, Kugelstoß-, Diskus- und Speerwurfanlagen, drei Großfeldern für Fußball und Handball sowie weitere Einrichtungen für verschiedene Trendsportarten. Die Kunststofflaufbahn war die erste ihrer Art in Norddeutschland. Das Stadion hat eine Kapazität von 4000 Zuschauerplätzen und verfügt über eine Flutlichtanlage. Im September 1970 lief hier Gert Metz im 100-Meter-Lauf mit 10,0 Sekunden und stellte damit einen neuen Europarekord und eine neue Weltjahresbestzeit auf. Ebenso erzielte 2003 Steffi Nerius in diesem Stadion eine Weltjahresbestleistung im Speerwurf.
Neben dem Stadion befindet sich das Clubhaus der TSG, die eine Gymnastikhalle und eine Sauna beherbergt. Darüber hinaus verfügt der Verein über die Gymnastik- und Fitnesshalle TSG proaktiv, die sich in einem ehemaligen Hallenbad befindet. Die Schwimmsportabteilung nutzt das Nettebad.